# Gnathophis smithi
Gnathophis smithi är en fiskart som beskrevs av Karmovskaya, 1990. Gnathophis smithi ingår i släktet Gnathophis och familjen havsålar. Inga underarter finns listade i Catalogue of Life.